# 373 Melusina
A 373 Melusina (ideiglenes jelöléssel 1893 AJ) a Naprendszer kisbolygóövében található aszteroida. Auguste Charlois fedezte fel 1893. szeptember 15-én.